# Friedrich Achilles, Công tước xứ Württemberg-Neuenstadt

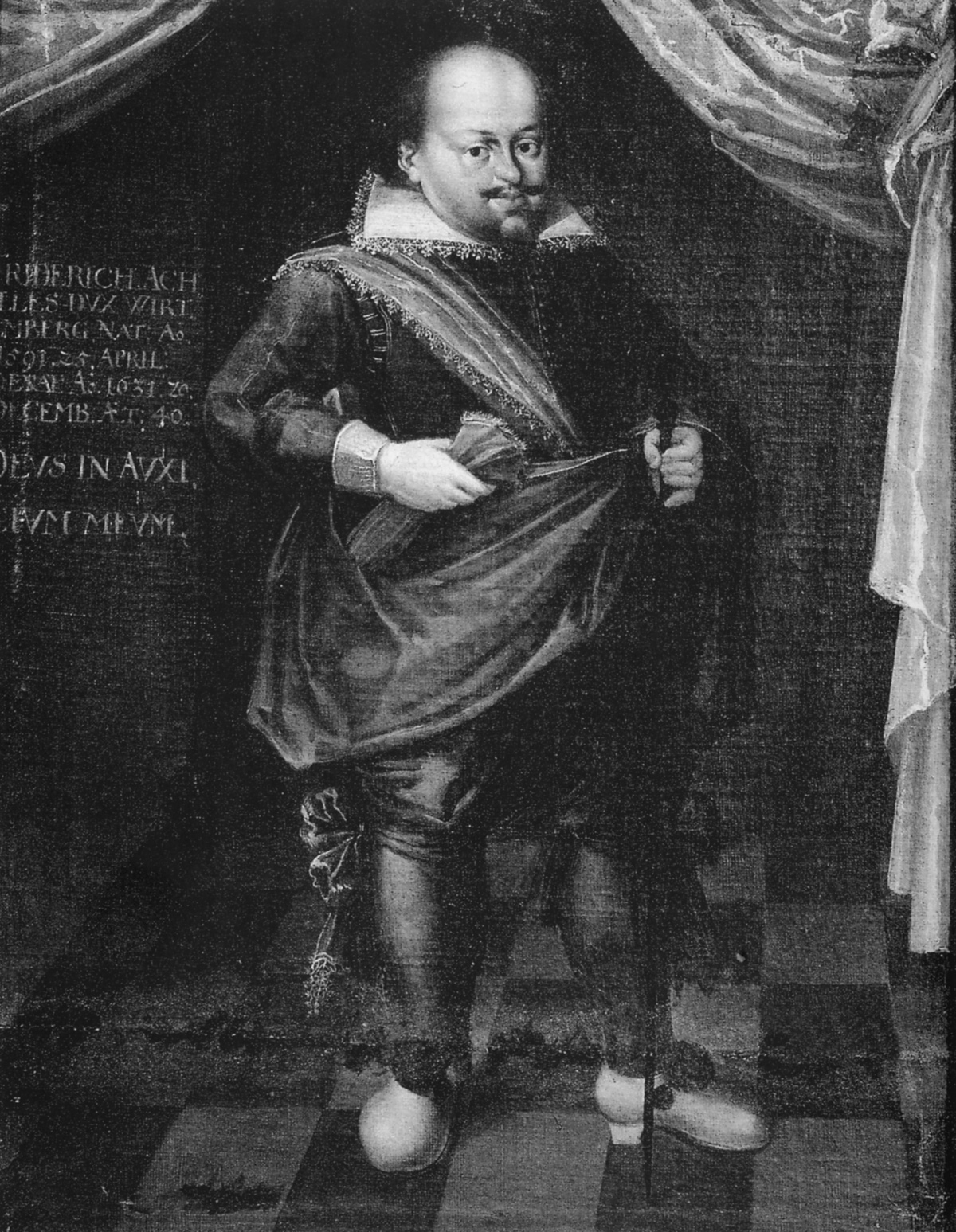
Friedrich-achilles-wuertt-n

Friedrich Achilles (5 tháng 5 năm 1591 – 30 tháng 12 năm 1631) là Công tước đầu tiên cai trị xứ Württemberg-Neuenstadt từ năm 1617 đến năm 1631.

## Cuộc đời
Công quốc Württemberg-Neuenstadt là một nhánh con phân chi từ nhà Württemberg trong giai đoạn thế kỷ 17, 18 và được đặt theo tên thị trấn Neuenstadt.
Friedrich Achilles là con trai nhỏ thứ hai của Công tước Friedrich I. Sau hiệp ước Fürstbrüderlicher Vergleich - một thỏa thuận chung được thực hiện giữa các anh em công tước vào ngày 7 tháng 6 năm 1617 (lịch Julian: 28 tháng 5), các con trai của Friedrich I đã chia quyền thừa kế để con trai cả, Johann Friedrich đảm nhận quyền cai trị Công quốc Württemberg trong khi những người anh em còn lại nắm giữ các vùng đất khác.
Theo phân chia thừa kế, Friedrich Achilles khi đó 26 tuổi, được nhận Lâu đài Neuenstadt và khoản vốn hàng năm là 10.000 guilder. Ông chưa bao giờ kết hôn nên sau khi  qua đời vào năm 1631, lâu đài đã thuộc về nhánh thừa kế trưởng của công quốc, trước khi Công quốc Württemberg-Neuenstadt được tái lập vào năm 1649 dưới thời Công tước Frederick.